# Transfăgărășan
Transfăgărășanul (oficial numerotat DN7C) este o cale rutieră de circulație din România, care începe în comuna Bascov, județul Argeș de lângă orașul Pitești, în direcția orașului Curtea de Argeș și se termină la intersecția cu drumul DN1 între Sibiu și Brașov, în apropierea comunei Cârțișoara, cu o lungime de 151 km, traversând pe axa nord-sud Munții Făgăraș. Porțiunea de la barajul Vidraru până la Cârțișoara traversează un teren montan la altitudini mari și a fost construită în perioada 1970–1974, pe o lungime de aproximativ 91 km.
Până la construirea barajului și lacului de acumulare Vidraru, în 1965, de-a lungul căruia DN7C se desfășoară pe aproape 20 km, a existat un drum de pământ și o linie de mocăniță ce lega comuna Căpățâneni de vechiul sat Cumpăna (astăzi acoperit de ape, în apropierea căruia s-a construit actuala cabană Cumpăna).

## Traseu

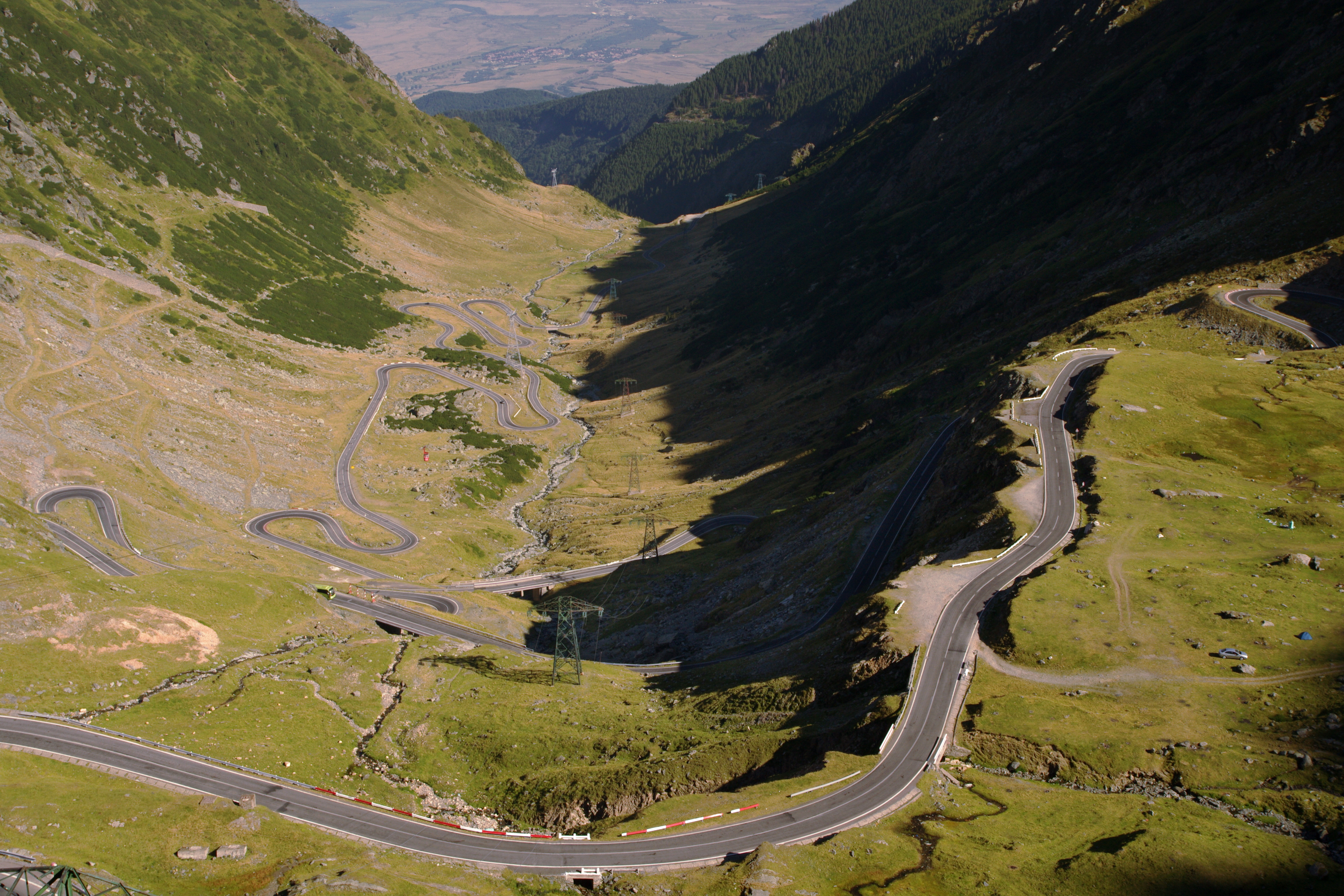
Partea de Nord a Transfăgărășanului

Drumul Național 7C (DN7C), supranumit Transfăgărășan (de la prefixul „trans-” + Făgăraș) leagă Muntenia cu Transilvania, străbătând Munții Făgăraș, cei mai înalți din România, care fac parte din Carpații Meridionali. Este un drum asfaltat, ajungând în apropierea tunelului de lângă Lacul Bâlea la altitudinea de 2042 m. Astfel, Transfăgărășanul se situează pe locul al doilea ca altitudine în clasamentul șoselelor alpine din România, după Transalpina (DN67C) din Munții Parâng, care urcă până la 2145 m.   
Drumul pornește din comuna Bascov de lângă Pitești și urcă valea râului Argeș, trecând prin orașul Curtea de Argeș. La nord de oraș, drumul trece prin fața hidrocentralei Vidraru, amplasată în masivul Cetățuia. De aici, în apropierea cetății Poenari, drumul urcă pe serpentine și viaducte, trecând prin trei tuneluri mai scurte, și ajunge pe Barajul Vidraru, care, cu ai lui 307 m, leagă Munții Pleașa și Vidraru. Trecând barajul, drumul continuă pe partea stângă a lacului Vidraru până la coada acestuia. În continuare, drumul începe să urce urmând cursul văii râului Capra până la ajungerea în golul alpin, lângă Cabana Capra; după o serie de serpentine, trecând prin dreptul Cascadei Capra, ajunge până la intrarea sudică a tunelului Capra-Bâlea, care trece pe sub creasta Munților Făgăraș, între vârfurile Iezerul Caprei (2414 m) și Paltinul (2398 m). Tunelul acesta este cel mai lung tunel rutier din România (starea 2023), având o lungime de 887 m, cu o înălțime de 4,4 m, o lățime de 6 m  și un trotuar cu o lățime de 1 m, fiind iluminat electric și ventilat natural.
În partea nordică a drumului, Transfăgărășanul trece prin rezervația naturală Golul Alpin al Munților Făgăraș între Podragu - Suru și Valea Bâlii, pe lângă lacul glaciar Bâlea, după care urmează o coborâre abruptă în serpentine, străbătând căldarea glaciară, pe o lungime de 13 km. Apoi, drumul trece prin apropierea cascadei Bâlea, o cascadă în trepte de aproximativ 68 m, cea mai mare de acest fel în România, aflată la altitudinea de aproximativ 1230 m.d.M., ajungând apoi la Cabana Bâlea Cascadă. De acolo până la intersecția cu DN1 (drumul european E68), în apropierea comunei Cârțișoara, mai sunt 21 km.
Transfăgărășanul trece peste 830 de podețe și 27 de viaducte, pentru construcția lui fiind necesară dislocarea mai multor milioane de tone de rocă; pentru aceasta s-au folosit 6520 tone de dinamită, din care 20 de tone numai la tunelul Capra-Bâlea, precum și multe alte materiale de construcții.

## Istoria drumului

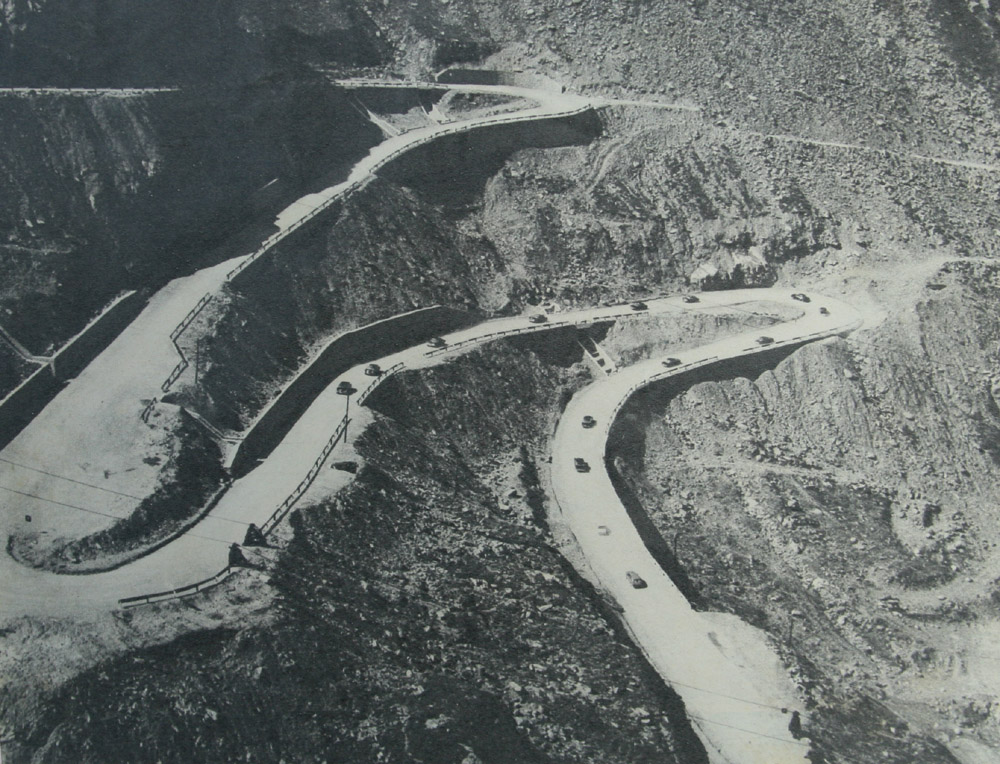
Transfăgărășan în 1974

Transfăgărășanul a fost construit între anii 1970 – 1974, la inițiativa lui Nicolae Ceaușescu. Deși la momentul respectiv România avea deja mai multe treceri ale Carpaților Meridionali moștenite dinainte de perioada comunistă (Șoseaua Alpină Novaci-Săliște ori vechea Șosea Câmpina-Predeal) sau făcute în primii ani ai regimului (drumul Bumbești Jiu-Petroșani), invazia Cehoslovaciei din 1968 de către trupele sovietice și ușurința cu care puteau fi blocate sau atacate trecerile existente între Transilvania și Muntenia (care, cu o singură excepție, urmau cursul unor râuri) determină inițierea de urgență a proiectului "Transfăgărășanului" - un drum strategic care să lege garnizoanele Piteștiului și Sibiului. În notele de fundamentare a proiectului se menționează, totodată, ca motive "deschiderea bazinelor forestiere din masivul Făgăraș, folosirea mai rațională a pășunilor alpine și realizarea unui centru turistic montan în zona Lacului Bâlea".
Printre propunerile inițiale s-a numărat și cea a unui tunel de cca. 7 km, care ar fi evitat zona de gol alpin, pornind din zona cabanei Bâlea-Cascadă, trecând pe sub Căldarea Glaciară Bâlea și creasta Făgărașului, și ieșind în zona Piscul Negru; acest lucru ar fi permis menținerea deschisă a drumului pe tot parcursul anului. Datorită costurilor mari, cât și a dificultăților de realizare, această propunere a fost abandonată din fașă. Printr-o hotărâre a Consiliului de Miniștri din 10 decembrie 1969 se aprobă indicatorii tehnico-economici pentru "obiectivul strategic Transfăgărășan", căruia i se alocă resursele trupelor de geniu ale Armatei Române (pe 10 martie 1970 Regimentul 52 Alba-Iulia începe să lucreze dinspre nord, iar Regimentul 1 Râmnicu-Vâlcea dinspre sud, în zonele montane înalte), părțile de tunel urmând să fie realizate de specialiștii Trustului de Construcții Hidroenergetice (TCH). Sectorul Contur Lac Vidraru a fost atribuit Ministerului Transporturilor, proiectul fiind executat de Institutul de Proiectări pentru Transporturi Auto, Navale și Aeriene (IPTANA) și construit de Întreprinderea Construcții Drumuri Poduri și Lucrări Speciale Transporturi București, iar sectorul Contur Lac - Tunelul Bâlea a fost atribuit Ministerului Economiei Forestiere, proiectul fiind executat de Institutul de Cercetare și Proiectare în Industria Lemnului (ICPIL) și construirea delegată Întreprinderii de Construcții Forestiere (ICF) Râmnicu Vâlcea.
Proiectul aprobat atunci prevedea ca drumul să aibă o singură bandă de circulație plus acostament și, totodată, continuarea drumului în sud, spre Curtea de Argeș, pe conturul malului vestic al lacului Vidraru (care ar fi urmat să lege și noua Cabană Cumpăna, relocată în urma creării lacului de acumulare). În 1971 se hotărăște însă realizarea drumului conform normativelor de drum național în zonă montană (două benzi de circulație cumulând 6m și acostament de 1m, de pământ, cu supralărgiri și supraînălțări în curbe). După ce s-a constatat impracticabilitatea folosirii traseului de pe malul vestic (care, deși era mai scurt cu 10 km decât conturul estic, punea mari probleme din cauza zăpezilor ce se acumulau mult mai abundent decât pe celălalt mal, fiind expus mult mai puțin soarelui), se hotărește schimbarea "din mers" a proiectului și mutarea drumului pe traseul actual, prin lărgirea și consolidarea vechiului drum forestier de contur (astfel se explică și lipsa unui viaduct care ar fi scurtat simțitor traseul, deoarece o dată cu modificarea nu se aprobase suplimentarea bugetului alocat; astfel, până în 2000, drumul de contur al țărmului vestic al Lacului Vidraru a fost trecut în nomenclatorul rutier ca DN7D, când clasificarea a fost reatribuită drumului Câineni-Perișani-Curtea de Argeș). 
S-a lucrat pe toată perioada anului, condițiile fiind îngreunate de faptul că climatul alpin la peste 1.600 de metri altitudine – cu vânturi puternice și viscole abundente, la care s-a adăugat specificul Munților Făgăraș – nu permitea în mod normal decât 4-5 luni de muncă pe an. Drumul s-a realizat cu eforturi materiale considerabile și cu prețul unor vieți de soldați și muncitori care au contribuit la construcția lui, bilanțul oficial fiind de 40 de morți. Lucrători de atunci care mai sunt acum în viață avansează astăzi cifre mai mari, care ajung până la câteva sute de vieți omenești pierdute (răspunzând unui interviu, un martor al timpului spunea: "Numai la baraj au murit vreo 400 de băieți").
Inaugurarea oficială, în prezența lui Nicolae Ceaușescu, a avut loc în data de 20 septembrie 1974, dar lucrările au mai continuat încă câțiva ani, pentru asfaltarea sa și alte activități conexe, fiind finalizate în forma actuală în 1980.

## Monumente
În 1974, o dată cu inaugurarea oficială a drumului, s-au ridicat și inaugurat două monumente închinate militarilor care au contribuit inclusiv cu viața lor la construirea Transfăgărășanului. În urma vandalizărilor și neglijenței, monumentele inițiale s-au deteriorat masiv, așa că în septembrie 2009, la aniversarea a 35 de ani de inaugurarea șoselei și a 150 de ani de la înființarea armei geniu, acestea au fost restaurate integral de militarii Batalionului 136 Geniu "Apulum". 
Astfel, pe versantul nordic, la cota 1200, se înalță „Poarta Geniștilor”, un colț de stâncă străpuns de drum, purtând o placă pe care stă înscris: „Înfruntând greutăți deosebite, trupele de geniu ale Armatei României au deschis drumul Transfăgărășan, străpungând această zonă în martie 1971. În amintirea evenimentului, bravii geniști, care s-au dovedit mai tari decât stânca, au denumit acest loc POARTA GENIȘTILOR”.
Urcând încă câțiva kilometri, la cota 1600 se găsește „Poarta Întâlnirii”, un monument pe a cărui placă stă înscris: „În această zonă s-au întâlnit în ziua de 16 august 1971 două subunități de geniu care lucrau la deschiderea drumului Transfăgărășan din sensuri opuse. În amintirea evenimentului, bravii geniști au denumit acest loc POARTA ÎNTÂLNIRII”. Comandanții Trupelor de Geniu în perioada construcției Transfăgărășanului au fost: generalul Vasile Șlicariu până în 1972, succedat de generalul Emil Andriescu.

## Regimul de circulație
Zona montană înaltă a DN7C este deschisă circulației rutiere în fiecare an doar de la 30 iunie până în 1 noiembrie, întrucât drumul este înzăpezit pe timp de iarnă, iar deszăpezirea lui este impractică; la aceasta se adaugă riscul căderilor de pietre și al avalanșelor. 
Iarna, drumul este deschis în mod oficial pe versantul sudic până la complexul Piscul Negru (kilometrul 104 - județul Argeș) (deși utilajele de deszăpezire urcă până la Complexul Turistic Capra - kilometrul 108, până unde cei dispuși să se aventureze au disponibilă o singură bandă de circulație, dar se expun amenzilor jandarmilor montani, care își au baza la Refugiul Salvamont Cota 2000), iar pe cel nordic până la Cabana Bâlea-Cascadă (kilometrul 131 - județul Sibiu) (aici drumul este blocat pe toată perioada închiderii oficiale cu parapete de beton tip New Jersey, fiind imposibilă traversarea chiar și în condițiile topirii zăpezii; trebuie ținut cont că în timpul iernii se produc multe căderi de pietre în zona "Poarta Întâlnirii" - cota 1600, înainte de intrarea în Căldarea Glaciară Bâlea). Totodată, porțile tunelului Bâlea-Capra se închid în timpul iernii, pe toată perioada închiderii oficiale a drumului (se poate traversa însă la picior, dacă gurile tunelului nu sunt acoperite de zăpadă, prin cele două uși pietonale prevăzute în porți).
Vara, restricțiile cuprind perioada de întuneric (orele 22:00-6:00), deoarece traseul este unul periculos, cu deosebit de multe viraje și curbe în ac de păr, fără să fie prevăzut cu elemente reflectorizante, iar riscul căderii în gol este deosebit de mare. Limita de viteză recomandată este de 40 km/h.
În timpul iernii, când Transfăgărășanul este închis circulației rutiere, la Lacul Bâlea se poate ajunge cu telecabina de la cabana „Bâlea Cascadă”.

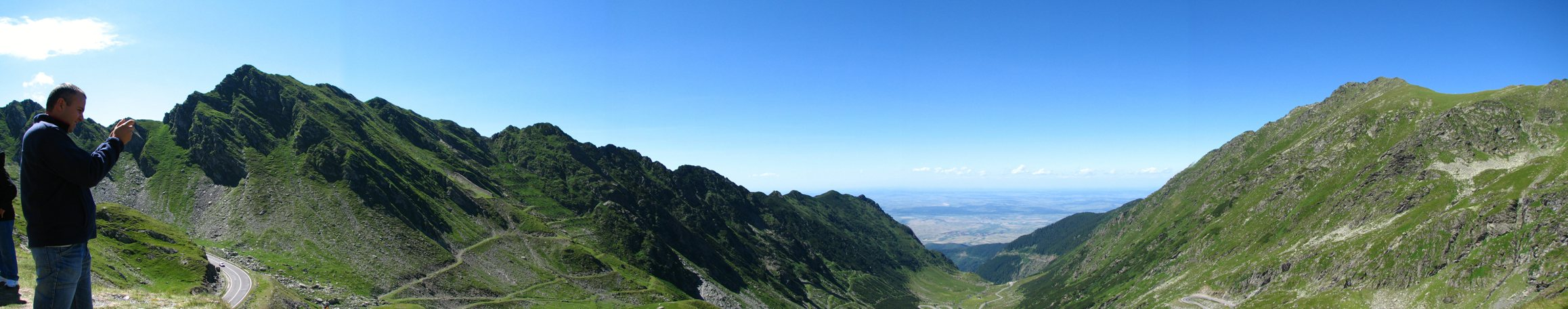
Vedere panoramică de la Bâlea Lac spre nord

## Galerie de imagini

Căldarea Glaciară Bâlea, primăvara
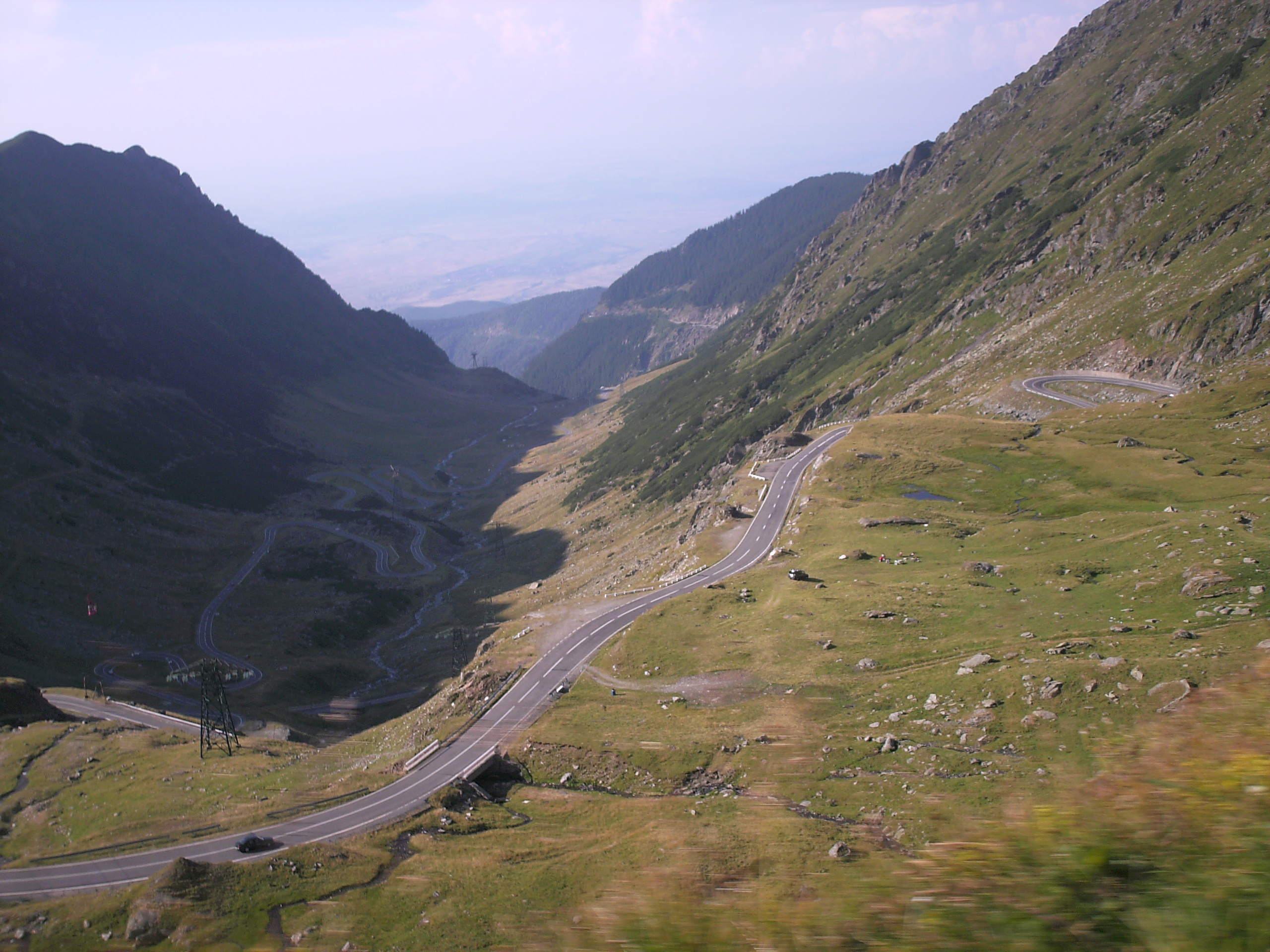
Transfăgărășanul, spre nord (în fundal, Depresiunea Făgăraș)
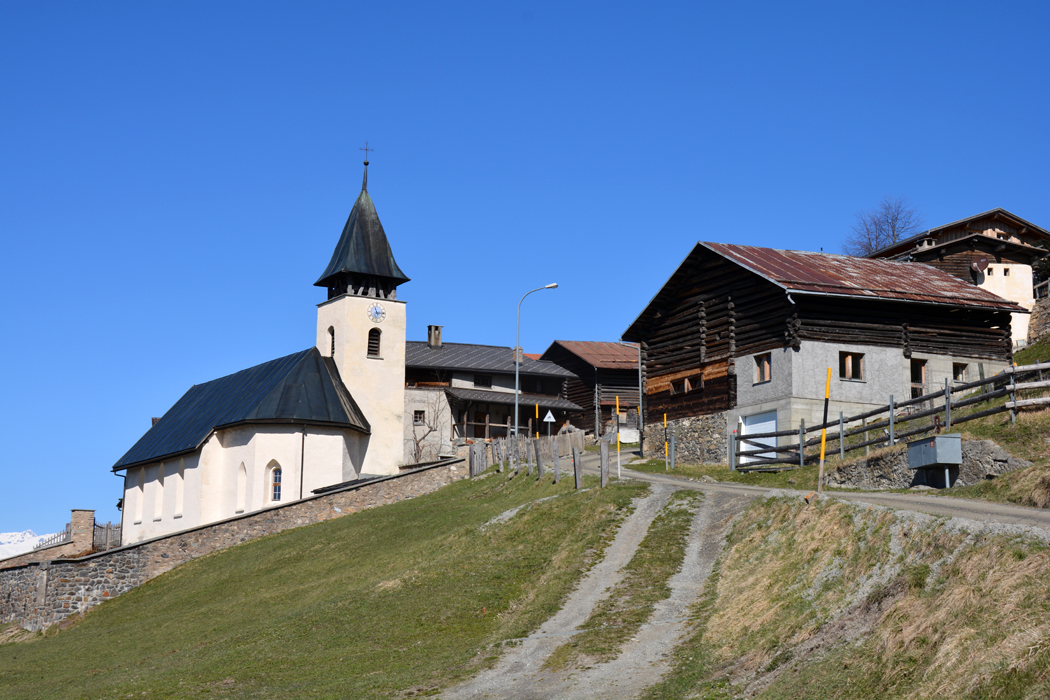
Vedere din Căldarea Bâlea, spre vest.
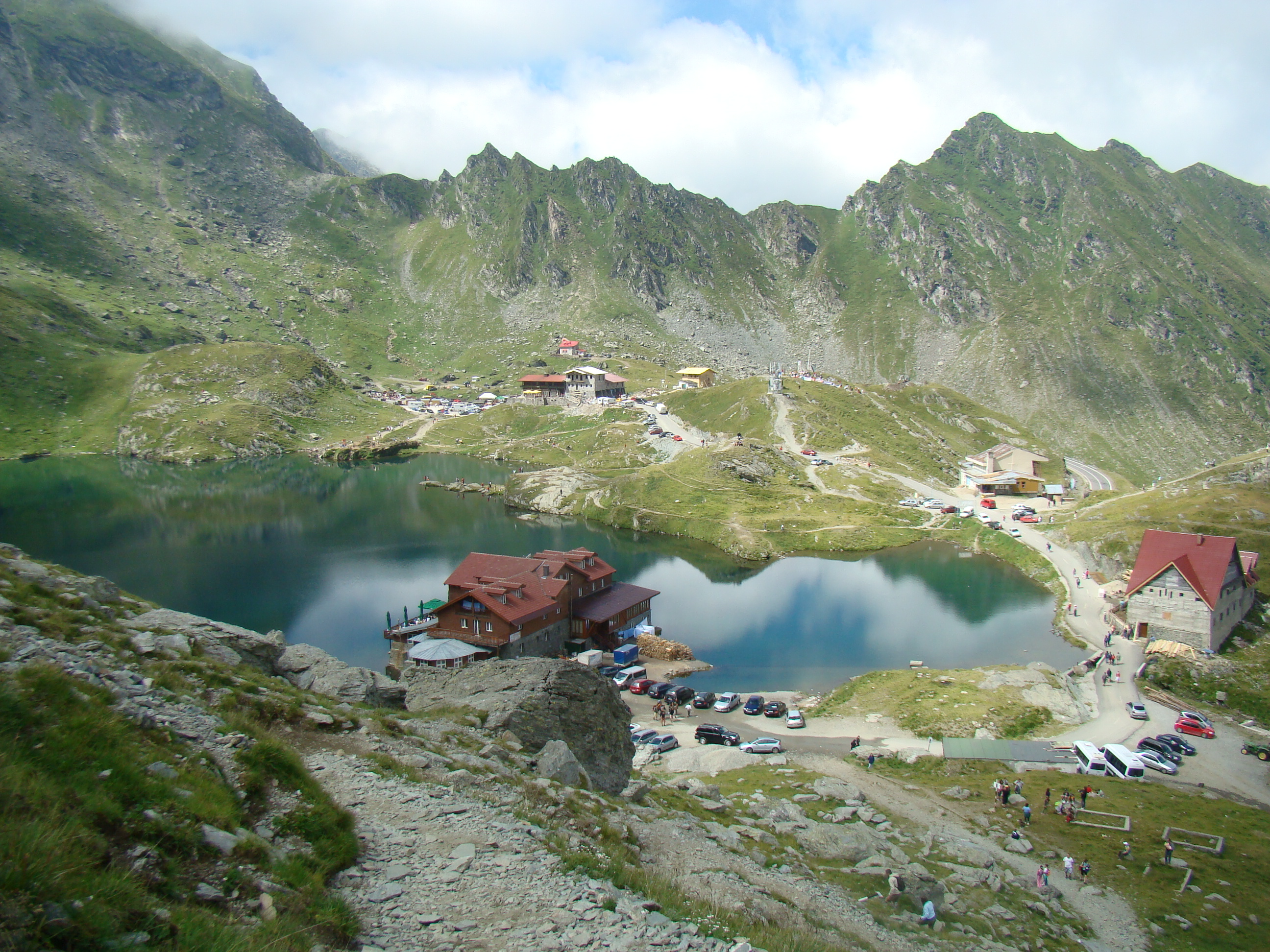
Lacul și cabana Bâlea
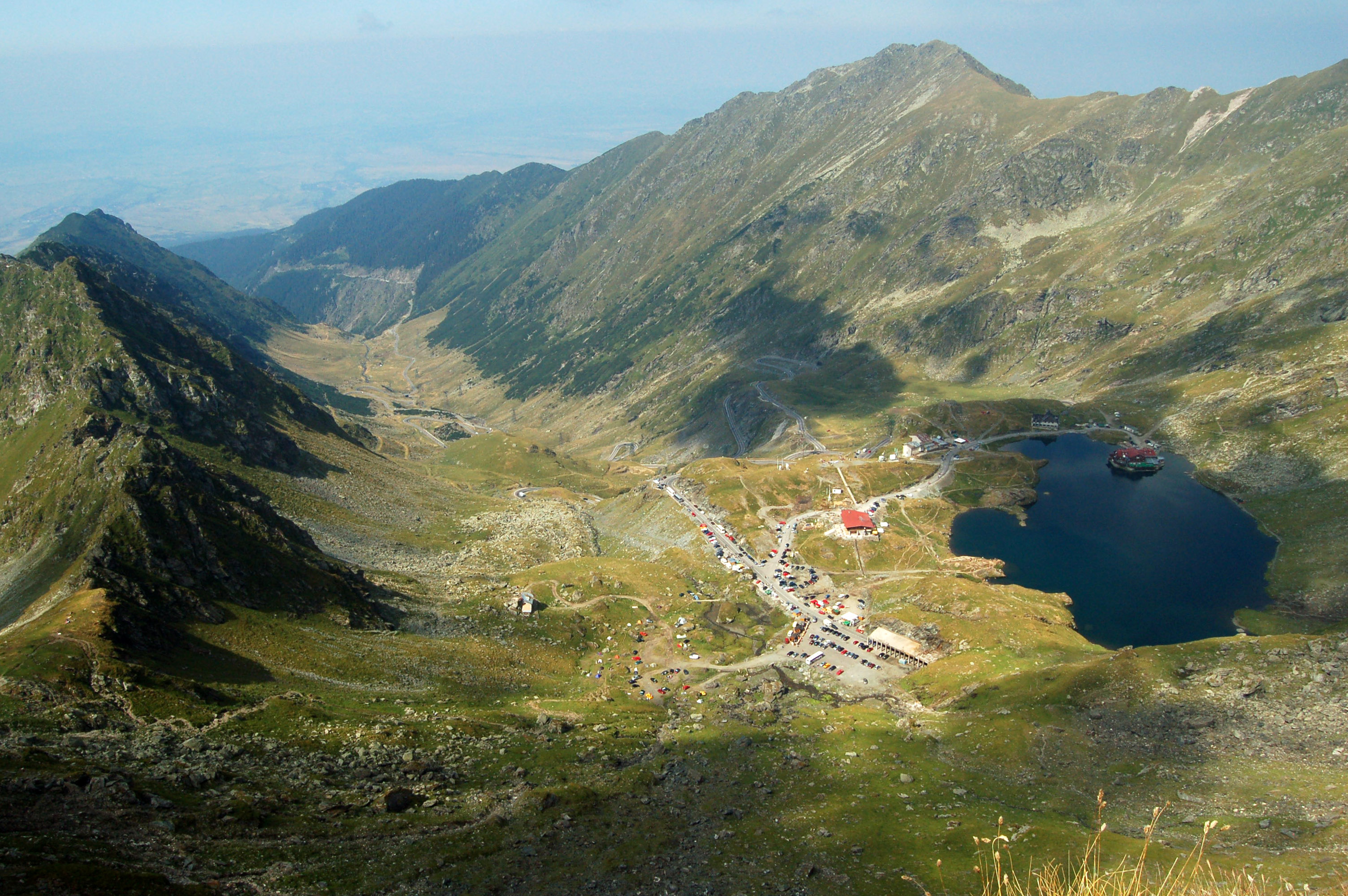
Vedere asupra Transfăgărășanul si lacului Bâlea